# Wilhelmine Clauss-Szarvady
Wilhelmine Clauss-Szarvady (Praga, 12 de desembre de 1832 - París, 2 de setembre de 1907) fou una pianista austríaca.
Va fer tants i tant ràpids progressos en la música, que als setze anys es trobà en avantatjoses condicions per emprendre una gira artística, en la que es donà conèixer com a verdadera pianista de concert, tals eren les fantasies, intel·ligència i gracia que lluïen en la seva interpretació. Admirada per igual a Alemanya, França i Anglaterra, tingué, a més, el mèrit de generalitzar entre el públic i els aficionats a la música les obres dels grans clàssics. Per fi s'establí a París, on es casà amb el polític Frigyes Szarvady.